# Emendatio
Emendatio (från latinska emendare med suffix ’tio) är ett retoriskt begrepp som syftar till bearbetning av text, tal eller framförande. Retorn reflekterar, utvärderar och bedömer anförandet eller texten, dessa erfarenheter och lärdomar läggs i retorns retoriska verktygslåda, copia. Ordet grundas i begreppet Emendation, som betyder att korrigera, rätta eller förbättra.
Emendatio är ett modernt tillägg till partesläran och tillhör alltså inte den ursprungliga dispositionen. Trots detta finns det tidiga tecken i antika skrifter som exempelvis Ad Herennium, som lägger vikt vid emendationsarbetet som en självklar del i talarträning hos antika retorikskolor. I de gamla antika handböckerna talas det om vikten av övning, excercitatio. Genom att öva på imitatio kunde studenterna lära sig tala och skriva väl genom att efterbilda andra. Emendatio menas vara kopplad till imitatio, den som vill bli en god talare skall öva sig genom imitation och utöka sin copia, för att sedan producera eget material. Till följd av det arbetet rekommenderas bearbetning, emendatio. Enligt antikens handböcker behövde man om man skulle bli en god talare, acceptera att det krävdes arbete och tid och det var därför också på sin plats att förstå vikten av bearbetningsmomentet. Författare som bland annat Lennart Hellspong inkluderar tankar om kritisk eftertanke i den del i partesläran som kallas actio, detta kan komma att likna emendatio vad gäller reflektion och utvärdering men syftar till stor del på framförandet, retorns röst, kroppspråk och hjälpmedel.